# En nombre del amor
En nombre del amor é uma telenovela mexicana produzida por Carlos Moreno Laguillo para a Televisa e exibida pelo Canal de las Estrellas entre 13 de outubro de 2008 a 12 de junho de 2009, substituindo Querida enemiga e sendo substituída por Mi Pecado.
É um remake da original Cadenas de amargura, escrita por Cuauhtémoc Blanco e María del Carmen Peña do ano de 1991, e foi adaptada por Kátia Simpson, com direção de Karina Duprez.
A Trama é protagonizada por Victoria Ruffo e Arturo Peniche como protagonistas adultos e Allisson Lozz e Sebastián Zurita como os protagonistas juvenis. Com atuações estelares de Laura Flores, César Évora, Víctor Cámara, Alfredo Adame e a primeira atriz Magda Guzmán e antagonizada por Leticia Calderón, Altaír Jarabo, Gerardo Murguía, Jorge Alberto Bolaños e David Ostrosky.

## Enredo
Carlota (Leticia Calderón) e Macarena Espinoza de los Monteros (Victoria Ruffo) são duas irmãs solteiras que pagaram com dor e solidão por terem se apaixonado pelo mesmo homem; Macarena é uma mulher de bom coração. Por outro lado, Carlota é uma mulher amarga e ressentida que nunca pode superar que Cristóbal (Arturo Peniche) preferisse sua irmã do que a ela, e, por isso, se encarregou de separá-los e fazer ambos acreditarem que o outro morreu. Cristóbal sai da cidade acreditando que Macarena, seu amor, morreu. Carlota cumpre sua vingança contra sua irmã e Cristóbal.
Paloma Espinoza de los Monteros (Yanni Torres) é uma menina doce, bonita e carinhosa que, depois da morte de seus pais, passou a viver com suas tias Carlota e Macarena. Enquanto Macarena é amorosa e a trata como uma filha, Carlota é autoritária e desfruta fazendo sua pequena sobrinha sofrer, descontando nela a decepção amorosa que sofreu no passado. Paloma conhece uma menina chamada Romina Mondragón (Georgina Dominguez), que vive com sua mãe Camila (Laura Flores), na casa da frente, e que sofre pelo abandono de seu pai. Paloma e Romina se tornam grandes amigas e crescem se amando como irmãs.
Anos depois, Paloma (Allisson Lozz) e Romina (Altair Jarabo) se convertem em duas adolescentes. Logo, começarão a surgir os ciúmes, a inveja e a rivalidade. Romina, que agora é uma jovem malcriada, caprichosa e egoísta, consegue que Camila, sua mãe, dê tudo o que ela quer. Por outro lado, Paloma vive submissa e com medo por causa da autoridade de sua tia Carlota, que não a deixa fazer sua própria vida e a atormenta a culpando de todas as desgraças. Na cidade, chega Emiliano Sáenz (Sebastián Zurita), um jovem economista que tinha saído do país para estudar. Quando conhece Paloma, os dois rapidamente se apaixonam, mas a história volta a se repetir e, assim como no passado Carlota e Macarena rivalizaram por um amor, agora Romina começa a se encaprichar por Emiliano e está disposta a fazer o que seja para separá-los.
Enquanto isso, volta a cidade Cristóbal Gamboa, o homem de quem estiveram apaixonadas Carlota e Macarena, mas agora, ele se converteu em um sacerdote. Quando ele se encontra com Macarena, volta a surgir aquele amor do passado que terminou por causa da inveja e dos ciúmes de Carlota. Cristóbal pensa em deixar seus hábitos para, finalmente depois de tantos anos, poder ser feliz com Macarena. No entanto, novamente, Carlota se encarrega de terminar com sua história de amor ao se desfazer de Macarena.
Carlota colocará em prática todas suas perversidades e maldades para conseguir que Cristóbal e Macarena se separem, não só isso, mas também descarregar sua fúria com sua sobrinha Paloma, de quem tem sua custódia até que cumpra dezoito anos. Paloma e Emiliano se darão conta que, para triunfar, deve-se atuar em nome do amor.

## Elenco
| Ator                        | Personagem                                                                    |
| --------------------------- | ----------------------------------------------------------------------------- |
| Allisson Lozz               | Paloma Espinoza de los Monteros Díaz / Paloma Gamboa Espinoza de los Monteros |
| Sebastián Zurita            | Emiliano Sáenz Noriega                                                        |
| Victoria Ruffo              | Macarena Espinoza de los Monteros                                             |
| Leticia Calderón            | Carlota Espinoza de los Monteros                                              |
| Arturo Peniche              | Juan Cristóbal Gamboa Martelli                                                |
| Altair Jarabo               | Romina Mondragón Ríos                                                         |
| Laura Flores                | Camila Ríos                                                                   |
| César Évora                 | Eugenio Lizardi                                                               |
| Natalia Esperón             | Luz Laguillo                                                                  |
| Zoraida Gómez               | Liliana Vega                                                                  |
| Alfredo Adame               | Rafael Sáenz                                                                  |
| Víctor Cámara               | Orlando Ferrer                                                                |
| Magda Guzmán                | Rufina "Rufi" Martínez                                                        |
| Carmen Montejo              | Madeleine Martelli de Gamboa                                                  |
| Olivia Bucio                | Diana Gudelia Noriega de Sáenz                                                |
| Yolanda Ventura             | Angélica Ciénega                                                              |
| Paty Díaz                   | Natalia Ugarte de Iparraguirre                                                |
| Gerardo Murguía             | Juan Carmona / Basilio Gaitán                                                 |
| Luis Hacha                  | Iñaki Iparraguirre                                                            |
| Erick Elías                 | Gabriel Lizardi                                                               |
| Ferdinando Valencia         | Germán Altamirano                                                             |
| Pablo Magallanes            | Aarón Eugenio Cortázar                                                        |
| Queta Lavat                 | Madre Superiora                                                               |
| Angelina Peláez             | Arcadia Ortiz                                                                 |
| Lucero Lander               | Inés Cortázar                                                                 |
| Eduardo Liñán               | Padre Benito Farías                                                           |
| Manuel Capetillo Villaseñor | Edmundo                                                                       |
| Alfonso Iturralde           | Juancho                                                                       |
| Hugo Macías Macotela        | Padre Mateo                                                                   |
| David Ostrosky              | Dr. Rodolfo Bermúdez                                                          |
| Conrado Osorio              | Roberto Juárez                                                                |
| Zoila Quiñones              | Dona Meche                                                                    |
| Abril Onyl                  | Juanita                                                                       |
| Gaby Mellado                | Sandra "Sandy"                                                                |
| Roxana Puente               | Lourdes                                                                       |
| Beatriz Morayra             | Lorena Lozano Peniche                                                         |
| Polly                       | Mellanie                                                                      |
| Regina Rojas                | Mónica                                                                        |
| Luis Couturier              | Rodrigo Espinoza de los Monteros                                              |
| Ramón Abascal               | Joel Martínez                                                                 |
| Jorge Alberto Bolaños       | Samuel Mondragón                                                              |
| Haydée Navarra              | Miriam                                                                        |
| Claudia Godínez             | Ana Mar                                                                       |
| Sergio Catalán              | Darío Peñaloza                                                                |
| Luciano Collado Calderón    | Luciano                                                                       |
| Luis Gatica                 | Mariano Cordero                                                               |
| Benjamín Islas              | Dr. Altamirano                                                                |
| Lola Forner                 | Carmen                                                                        |
| Manuel Navarro              | Alonso Iparraguirre                                                           |
| Rafael Valdez               | Salvador "Chava"                                                              |

### Participações especiais
| Ator               | Personagem                                     |
| ------------------ | ---------------------------------------------- |
| Bibi Gaytán        | Sagrario Díaz de Espinoza de los Monteros      |
| Eduardo Capetillo  | Javier Espinoza de los Monteros                |
| David del Real     | Sacerdote / Ajudante na feira                  |
| Mago Kadima        | Dr. Rojas                                      |
| Hope Diaz          | Recepcionista                                  |
| Carlos Barragán    | Homem mau                                      |
| Rubén Cerda        | Juíz                                           |
| Khristian Clausen  | Vicky                                          |
| Iliana Donatlán    | Claudia                                        |
| Fernanda Rohd      | Sobrinha de Arcadi                             |
| Yozvan Santos      | Prisioneiro                                    |
| Paulina Usigli     | Secretária                                     |
| Yanni Torres       | Paloma Espinoza de los Monteros Díaz (criança) |
| Georgina Domínguez | Romina Mondragón Ríos (criança)                |
| Luciano Corigliano | Emiliano Sáenz Noriega (jovem)                 |

## Audiência
Em sua exibição original, alcançou média geral de 17.8 pontos, alavancando 2 pontos a mais na média que sua antecessora, Querida enemiga. Foi considerada uma ótima audiência para o horário, batendo recordes como a sua versão original, Cadenas de amargura.

## Transmissão
Em 13 de outubro de 2008, segunda-feira, o El Canal de las Estrellas começou a transmitir En nombre del amor no horário das 18 horas, substituindo Querida enemiga. Seu último capítulo foi ao ar em 12 de junho de 2009, sexta-feira, tendo Mi pecado como substituta no horário. 
Nos dias 24 de dezembro, 25 de dezembro, 31 de dezembro de 2008 e 1 de janeiro de 2009 foram exibidos resumos dos melhores momentos da trama, ao invés de capítulos inéditos. 
Foi reprisada pelo TLNovelas entre 1 de abril e 22 de novembro de 2013, substituindo El noveno mandamiento e sendo substituída por Barrera de amor.

## Exibição Internacional
POP TV
  Gama TV
 Televicentro de Nicaragua
 América Televisión
 Canal 9 
 Magazine TV
 Teledoce
 Mega
 La Red
 Telemicro
 RCN
 Venevisión
 Telemetro
 Telemix Internacional
 Univision
 Univision tlnovelas
 Univision
 Latele
 Unicanal 
 TCS
 La 1
 Nova
 Viva/Viva Platina
 Rete 4
  NOVA TV
 Imedi TV
 Repretel 
 Telenovela Channel
 Tv Tokyo
 ABC
 TV2
 TF1
 ORF
 Westdeutscher Rundfunk
 Schweizer Fernsehen
 Global
  TCS
  BBC
 Story TV
 Acasa TV
 PMC Family
 Eunikcart/Viasat 1
 AIT
 Citizen TV
 JOJ Plus
 Vizion Plus
 Kanal 2 
 Zone Romantica
 TLNovelas
 Pasiones

## Músicas
| N.º | Título                | Música             | Personagem                   | Duração |  |
| 1.  | "En cambio no"        | Laura Pausini      | Abertura / Paloma e Emiliano |         |  |
| 2.  | "Cada color al cielo" | Laura Pausini      | Macarena e Juan Cristóbal    |         |  |
| 3.  | "Pegadito"            | Tommy Torres       | Camila e Rafael              |         |  |
| 4.  | "Vidas paralelas"     | Ximena Sariñana    | Paloma e Gabriel             |         |  |
| 5.  | "Habláme"             | Beto Cuevas        | Paloma                       |         |  |
| 6.  | "Cuando nadie me ve"  | Niña Pastori       | Luz                          |         |  |
| 7.  | "Eterno es este amor" | Lucero feat. Yanni | Luz e Rafael                 |         |  |
| 8.  | "Súbito latido"       | David Cavazos      | Camila e Orlando             |         |  |
| 9.  | "Bajo la lluvia"      | Miguel Rios        | Germán e Romina              |         |  |

## Prêmios e Indicações
| Ano  | Prêmio                    | Categoria                    | Nomeações                         | Resultado |
| ---- | ------------------------- | ---------------------------- | --------------------------------- | --------- |
| 2009 | Prêmios People en Español | Melhor Telenovela Remake     | Melhor Telenovela Remake          | Venceu    |
| 2009 | Prêmios People en Español | Melhor Atriz                 | Victoria Ruffo                    | Indicada  |
| 2009 | Prêmios People en Español | Melhor Ator                  | Arturo Peniche                    | Indicado  |
| 2009 | Prêmios People en Español | Melhor Vilã                  | Leticia Calderón                  | Venceu    |
| 2009 | Prêmios People en Español | Melhor Vilã                  | Altaír Jarabo                     | Indicada  |
| 2009 | Prêmios People en Español | Melhor Atriz Juvenil         | Allisson Lozz                     | Venceu    |
| 2009 | Prêmios People en Español | Melhor Ator Juvenil          | Sebastián Zurita                  | Indicado  |
| 2009 | Prêmios People en Español | Melhor Par Romântico         | Allisson Lozz e Sebastián Zurita  | Venceu    |
| 2009 | Prêmios Micrófono de Oro  | Melhor Atriz                 | Leticia Calderón                  | Venceu    |
| 2009 | Prêmios Micrófono de Oro  | Melhor Ator                  | Arturo Peniche                    | Venceu    |
| 2010 | Prêmio TVyNovelas         | Melhor Ator Protagonista     | Arturo Peniche                    | Indicado  |
| 2010 | Prêmio TVyNovelas         | Melhor Atriz Antagonista     | Letícia Calderón                  | Venceu    |
| 2010 | Prêmio TVyNovelas         | Melhor Atriz Antagonista     | Altair Jarabo                     | Indicada  |
| 2010 | Prêmio TVyNovelas         | Melhor Revelação Masculina   | Sebastián Zurita                  | Venceu    |
| 2010 | Prêmio TVyNovelas         | Melhor História ou Adaptação | Martha Carrillo e Cristina García | Indicado  |
| 2010 | Prêmios ACE de Nova York  | Melhor Telenovela            | Melhor Telenovela                 | Venceu    |
| 2010 | Prêmios ACE de Nova York  | Melhor Atriz                 | Leticia Calderón                  | Venceu    |
| 2010 | Prêmios ACE de Nova York  | Melhor Ator                  | Arturo Peniche                    | Venceu    |
| 2010 | Prêmios ACE de Nova York  | Melhor Direção               | Karina Duprez                     | Venceu    |